# Casa de pe strada noastră
Casa de pe strada noastră este un film românesc din 1957 regizat de Mircea Săucan.

## Distribuție
Distribuția filmului este alcătuită din:
- Radu Beligan — voce comentariu